# Samijska glasba
Tradicionalna samijska glasba se koncentrira na petje. Edina tradicionalna instrumenta  sta t. i. fadno flavta, narejena iz angelike, in šamanski bobni. Primeri povsem instrumentalna samijske glasbe sploh niso znani. Sedanje skupine uporabljajo široko paleto instrumentov, še posebno ljudske violine in harmoniko.
Najbolj karakteristične pesmi, ki jih največkrat improvizirajo in imajo močno duhovno plat, se imenujejo joik pesmi. Severni Samiji jim pravijo luohti, južni Samiji pa vuolle. Joik pesmi nimajo ritma in nobene definirane strukture. Imajo široko vsebino besedil, navadno pa govorijo o temi, ki je pomembna pevcu. Popularnost pravih ljudskih joik pesmi je padla v 20. stoletju, predvsem zaradi verske miselnosti (posebej luteranstva) in vpliva pop radiev.

### Izvajalci
Znani izvajalci joik pesmi so Angelit (bivši Angelin Tytöt), Wimme Saari in Nils-Aslak Valkepää iz finske pokrajine Lapland, najbolj znana izvajalka samijske glasbe pa je nedvomno Mari Boine iz Norveške, ki poje folk-rock s koreninami joik pesmi. Nesamijski izvajalci, ki so uporabili v svojih pesmih značilnosti joik in drugih samijskih ljudskih pesmi, so na primer Enigma, RinneRadio, Xymox in Jan Garbarek.
Januarja 2008 se je samijska izvajalka Ann Marie Anderson s pesmijo Ándagassii uvrstila v finale norveškega izbora za pesem Evrovizije, kar dokazuje, da samijska glasba nikakor ni izumrla in se nam ni potrebno bati, da se bo to kmalu zgodilo.

#### »Joik«metal
Finski folk metal bend Sháman je v poznih devetdesetih heavymetalski sceni približal pojem joik metal, s čimer je pritegnil pozornost na samijsko glasbo v heavymetalski sceni. Njihova glasba je vsebovala elemente samijske narodne glasbe - joik petje, samijska besedila in šamanske bobne. Bend je pridobil nove člane in spremenil ime v Korpiklaani. Njihove pesmi, ki še vedno vsebujejo elemente joik petja oz. pesmi, so napisane v finščini in angleščini. Vokalist benda Korpiklaani je prav tako prenesel elemente joik petja oz. pesmi finskemu folk-metal bendu Finntroll.